# Zecke (Schimpfwort)
Zecke, häufig auch im Plural Zecken, ist ein in Deutschlands rechtsextremem Umfeld entstandener und gebräuchlicher Begriff, mit dem Andersdenkende abgewertet und beleidigt werden, insbesondere Linke und Punks.
In der Ideologie des heutigen Rechtsextremismus gehören sogenannte Zecken zu den Hauptfeindbildern und gelten als „Undeutsche in Ideologie und Kultur“. Die Abwertung von Menschen als Zecken, also Parasiten, knüpft an die in der Sprache des Nationalsozialismus gebräuchlichen Tiermetaphern an. Im Nationalsozialismus waren die Begriffe „Volksschädlinge“ und „jüdische Parasiten“ weit verbreitet. Diese Schädlingsmetaphern sind auch heute in rechtsextremer Musik weit verbreitet und können auch als indirekte Tötungsaufforderungen gewertet werden. Gewalttaten der Rechtsextremen wurden oft als „Zecken klatschen“ bezeichnet.
Innerhalb der Punk- oder Rapszene wird der Begriff im Sinn eines Geusenworts manchmal auch als Selbstbezeichnung verwendet. Die Punkbands Se Sichelzecken und ESA-Zecken machten das Schimpfwort zu einem Bestandteil ihrer Namen.
In den letzten Jahren ist der Begriff Zecke als Selbstbezeichnung im Musikgenre Zeckenrap verwendet worden und wurde dort popularisiert. Auch bei manchen Anhängern des Fußballvereins FC St. Pauli, besonders in der Ultra-Szene, heißt es in Fangesängen „Wir sind Zecken“.
Im Juli 2019 beschimpfte der italienische Innenminister Matteo Salvini im Nachgang zur Affaire um die Sea-Watch 3 und deren Eindringen in den Hafen von Lampedusa die deutsche Kapitänin Carola Rackete bei einem Parteifest der Lega in Barzago als „deutsche Zecke“.